# برج مرکوری سیتی
برج مرکوری سیتی یک آسمان‌خراش واقع در روسیه می‌باشد. ساخت و ساز این ساختمان ۲۰۰۹ شروع شد و ۲۰۱۳ به پایان رسید. این بنا به سبک معماری هایتک طراحی شده‌است. تعداد طبقاتش ۷۵ است.